# Мохели
Мохели (фр. Mohéli), познат и под именом Мвали, су једно од три аутономна острва, која чине државу Комори. На острву живи око 38.000 становника, а главни град је Фомбони.
Острво је прогласило независност 1997. године, али се потом 1998. поново прикључило држави Комори.